# マルケタ・ボンドロウソバ
マルケタ・ボンドロウソバ（Markéta Vondroušová, チェコ語: [ˈmarkɛːta ˈvondrouʃovaː]; 1999年6月28日 - ）は、チェコ・ソコロフ出身の女子プロテニス選手。
2023年のウィンブルドン選手権優勝者。2019年の全仏オープン女子シングルスの準優勝者である。これまでにWTAツアーでシングルス3勝を挙げている。左利き、バックハンド・ストロークは両手打ち。WTAランキング自己最高位はシングルス6位、ダブルス91位。チェコ語での読みは「マルケータ・ヴォンドロウショヴァー」が近い。2022年に結婚し、現姓はシムコバ（Markéta Šimková）（2024年に離婚）。

## 来歴
5歳からテニスを始める。2015年全豪オープンと2015年全仏オープンジュニア女子ダブルスで優勝している。
2017年4月のビール/ビエンヌ大会で予選から勝ち上がり決勝に進出。決勝でアネット・コンタベイトを 6–4, 7–6(6) で破り17歳でWTAツアー初優勝を果たした。アメリカとのフェドカップ準決勝にチェコ代表として出場した。第1試合でココ・バンダウェイに 1–6, 4–6 で敗れたが、第4試合でローレン・デービスに 6–2, 7–5 で勝利した。チームは通算成績2勝3敗で敗退した。
4大大会では2017年全仏オープンで予選を勝ち上がり初出場。2017年ウィンブルドン選手権ではキャサリン・ベリスと組んだ女子ダブルスでベスト8に進出した。
2018年全米オープンでは3回戦で第13シードのキキ・ベルテンスを 7-6(4), 2-6, 7-6(1) で破り4回戦に進出したが、レシア・ツレンコに 7-6(3), 5-7, 2-6 で敗れた。
2019年全豪オープンではバルボラ・ストリコバと組んだダブルスでベスト4に進出。3月のBNPパリバ・オープンでは4回戦でシモナ・ハレプを 6–2, 3–6, 6–2 で破り、プレミアマンダトリーで初めてベスト8まで進出した。全仏オープンではノーシードから快進撃を見せる。1回戦で王雅繁、2回戦でアナスタシア・ポタポワ、3回戦でカルラ・スアレス・ナバロ、4回戦でアナスタシヤ・セバストワ、準々決勝でペトラ・マルティッチ、準決勝でジョアンナ・コンタを全てストレートで破り19歳で決勝に進出した。決勝ではアシュリー・バーティに 1-6, 3-6 で完敗した。

## WTAツアー決勝進出結果

### シングルス: 7回 (3勝4敗)
| 大会グレード                  |
| ----------------------------- |
| グランドスラム (1–1)          |
| WTAファイナルズ (0–0)         |
| WTA1000トーナメント (0–0)     |
| オリンピック (0–1)            |
| WTAエリート・トロフィー (0–0) |
| WTA500トーナメント (1–0)      |
| WTA250トーナメント (1–2)      |

| 結果   | No. | 決勝日        | 大会            | サーフェス    | 対戦相手                     | スコア               |
| ------ | --- | ------------- | --------------- | ------------- | ---------------------------- | -------------------- |
| 優勝   | 1.  | 2017年4月16日 | ビール/ビエンヌ | ハード (室内) | アネット・コンタベイト       | 6-4, 7-6(8-6)        |
| 準優勝 | 1.  | 2019年2月24日 | ブダペスト      | ハード (室内) | アリソン・バン・アイトバンク | 6-1, 5-7, 2-6        |
| 準優勝 | 2.  | 2019年4月28日 | イスタンブール  | クレー        | ペトラ・マルティッチ         | 6-1, 4-6, 1-6        |
| 準優勝 | 3.  | 2019年6月8日  | 全仏オープン    | クレー        | アシュリー・バーティ         | 1-6, 3-6             |
| 準優勝 | 4.  | 2021年7月31日 | 東京五輪        | ハード        | ベリンダ・ベンチッチ         | 5-7, 6-2, 3-6        |
| 優勝   | 2.  | 2023年7月15日 | ウィンブルドン  | 芝            | オンス・ジャバー             | 6-4, 6-4             |
| 優勝   | 3.  | 2025年6月22日 | ベルリン        | 芝            | 王欣瑜                       | 7-6(12-10), 4-6, 6-2 |

## 4大大会シングルス成績
略語の説明
| W | F | SF | QF | #R | RR | Q# | LQ | A | Z# | PO | G | S | B | NMS | P | NH |

W=優勝, F=準優勝, SF=ベスト4, QF=ベスト8, #R=#回戦敗退, RR=ラウンドロビン敗退, Q#=予選#回戦敗退, LQ=予選敗退, A=大会不参加, Z#=デビスカップ/BJKカップ地域ゾーン, PO=デビスカップ/BJKカッププレーオフ, G=オリンピック金メダル, S=オリンピック銀メダル, B=オリンピック銅メダル, NMS=マスターズシリーズから降格, P=開催延期, NH=開催なし.
| 大会           | 2016 | 2017 | 2018 | 2019 | 2020 | 2021 | 2022 | 2023 | 2024 | 2025 | 通算成績 |
| -------------- | ---- | ---- | ---- | ---- | ---- | ---- | ---- | ---- | ---- | ---- | -------- |
| 全豪オープン   | A    | A    | 2R   | 2R   | 1R   | 4R   | 3R   | 3R   | 1R   | A    | 9–7      |
| 全仏オープン   | A    | 2R   | 1R   | F    | 1R   | 4R   | A    | 2R   | QF   | 3R   | 17–8     |
| ウィンブルドン | A    | 1R   | 1R   | 1R   | NH   | 2R   | A    | W    | 1R   | 2R   | 9–6      |
| 全米オープン   | A    | 1R   | 4R   | A    | 2R   | 2R   | A    | QF   | A    |      | 9–5      |